# Giuseppe Patriarca
Pour les articles homonymes, voir Patriarca.
Giuseppe Patriarca, né le 23 mars 1977 à Sora en Italie, est un joueur italien de volley-ball. Il mesure 1,98 m et joue réceptionneur-attaquant.

## Biographie
Il a joué libero à la fin de la saison 2000-2001.

## Clubs
| Club                       | De        | À         |
| -------------------------- | --------- | --------- |
| Pallavolo Modène           | 1995-1996 | 1995-1996 |
| Porto Ravenne Volley       | 1996-1997 | 1996-1997 |
| Volley Grottazzolina       | 1997-1998 | 1997-1998 |
| Pallavolo Modène           | 1998-1999 | 1998-1999 |
| Volley Grottazzolina       | 1999-2000 | 1999-2000 |
| Volley Forlì               | 2000-2001 | 2000-2001 |
| Blu Volley Vérone          | 2001-2002 | 2001-2002 |
| Schio Sport                | sep 2002  | déc 2002  |
| ASD 4 Torri Ferrare Volley | jan 2003  | avr 2003  |
| Gabeca Pallavolo Spa       | 2003-2004 | 2003-2004 |
| Unicaja Almería            | 2004-2005 | 2004-2005 |
| Prisma Volley              | 2005-2006 | 2007-2008 |
| Volley Forlì               | 2008-2009 | 2008-2009 |
| Piemonte Volley            | 2009-2010 | 2011-2012 |
| Argos Volley               | 2012-2013 | 2012-2013 |
| PRC Ravenne                | 2013-2014 | ...       |

## Palmarès
- Coupe de la CEV (1)
  - Vainqueur : 1997
- Coupe de la CEV (1)
  - Vainqueur : 2010
- Supercoupe d'Europe (1)
  - Vainqueur : 1995
- Championnat d'Italie (1)
  - Vainqueur : 2010
  - Finaliste : 1998, 2011
- Championnat d'Espagne (1)
  - Vainqueur : 2005
- Coupe d'Italie (1)
  - Vainqueur : 2011
  - Finaliste : 2010
- Supercoupe d'Italie (1)
  - Vainqueur : 2010
  - Finaliste : 1999, 2011